# Physalis heterophylla
Physalis heterophylla ist eine Pflanzenart aus der Gattung der Blasenkirschen (Physalis) in der Familie der Nachtschattengewächse (Solanaceae).

## Beschreibung
Physalis heterophylla ist eine 15 bis 100 Zentimeter hohe, ausdauernde Pflanze, welche aus einem kräftigen Rhizom entspringt, welches sich tief unter der Erde befindet. Die Sprossachsen sind aufrecht bis liegend und oft verzweigend. Die Zweige kriechen entlang des Bodens und sind aufsteigend. Die Behaarung ist filzig und besteht aus einfachen, gelenkigen, abstehenden und 1 bis 2 Millimeter langen Trichomen, zwischen denen oftmals auch kürzere, drüsige Trichome stehen können. Die Blattspreiten der Laubblätter sind breit eiförmig bis nahezu kreisförmig, 4 bis 11 (selten 3 bis 13) Zentimeter lang und 3 bis 9 (selten bis 10) Zentimeter breit. Sie sind filzig und oftmals drüsig behaart. Nach vorn sind die Blätter spitz, an der Basis abgeschnitten bis leicht herzförmig. Der Blattrand ist stark und unregelmäßig gezähnt bis beinahe ganzrandig. Die Blattstiele haben in etwa ein bis zwei Drittel der Länge der Blattspreiten.
Die Blüten stehen einzeln in den Achseln der Laubblätter. Sie stehen an 9 bis 15 (selten bis 20) Millimeter langen Blütenstielen. Zur Blütezeit ist der Kelch 6 bis 12 Millimeter lang, filzig und oftmals drüsig behaart und mit 3 bis 6 Millimeter langen Kelchzipfeln besetzt. Die Krone ist gelb gefärbt und 10 bis 17 Millimeter lang. Im Kronschlund befinden sich fünf große, purpur-braune Flecken. Die Staubbeutel sind 2,5 bis 4,5 Millimeter lang, gelb gefärbt, selten auch blau überhaucht. Die Staubfäden sind genau so breit wie die Staubbeutel, an der Spitze sind sie oftmals auffällig keulenförmig.
An der Frucht ist der Kelch auf eine Länge von 2,5 bis 4 Zentimetern verlängert, seine Breite beträgt 1,5 bis 3 Zentimeter. Der Querschnitt ist zehneckig, an der Basis eingedrückt. Seine Farbe ist auch bei Fruchtreife grün. Der Blütenstiel verlängert sich auf eine Länge von 20 bis 30 Millimetern. 
Die Blütezeit reicht von Mai bis September.
Die Chromosomenzahl beträgt 2n = 24.

## Verbreitung
Die Art ist in allen Bundesstaaten des Südostens der Vereinigten Staaten verbreitet und kommt auch in einigen angrenzenden Bundesstaaten dieses Gebietes vor. Sie wächst in offenen Hartholzwäldern, an den Rändern von Kiefernwäldern, Feldern, Straßen und an gestörten Standorten, oftmals im Schatten.

## Systematik
Innerhalb der Gattung der Blasenkirschen (Physalis) wird die Art in die Sektion Lanceolatae der Untergattung Rydbergis eingeordnet.
Physalis heterophylla ähnelt der kultivierten Kapstachelbeere (Physalis peruviana), welche nur aus der Kultur bekannt ist. Die beiden Arten unterscheiden sich durch die nicht-drüsige Behaarung und die blauen bis blau-überhauchten Staubbeutel mit nur halb so breiten Staubfäden von Physalis peruviana und die kürzeren Blütenstiele von Physalis heterophylla.

## Nachweise